# Nižná Boca
Nižná Boca (bis 1927 slowakisch auch „Svätojánska Boca“ oder „Nižná Boca a Prostredná Boca“; deutsch Unterbotza, ungarisch Szentivánboca und zeitweise Alsóboca) ist eine Gemeinde im Norden der Slowakei mit 155 Einwohnern (Stand 31. Dezember 2024), die zum Okres Liptovský Mikuláš, einem Teil des Žilinský kraj, gehört und zur traditionellen Landschaft Liptau gezählt wird.

## Geographie

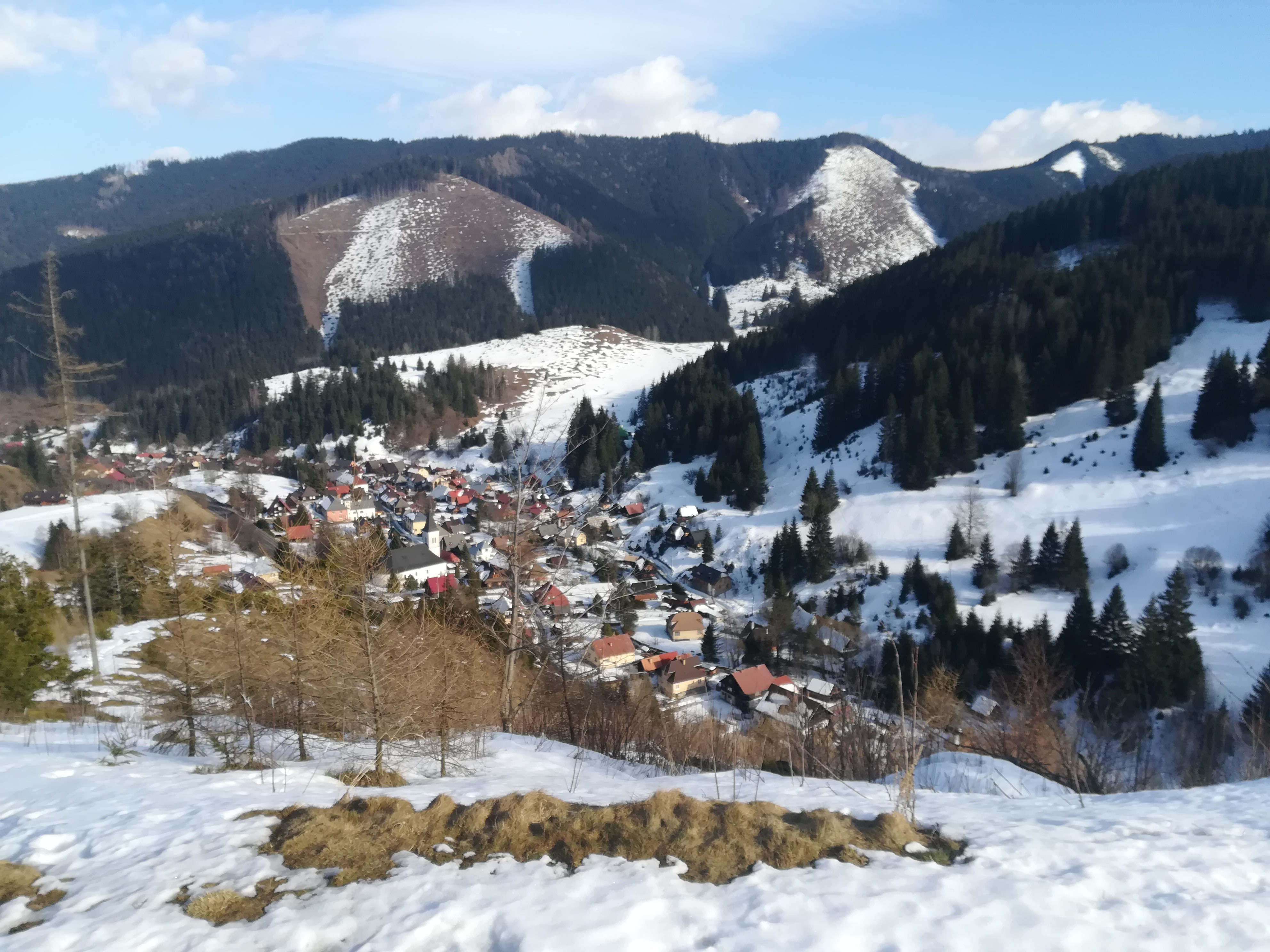
Nižná Boca im Winter

Die Gemeinde befindet sich in der Niederen Tatra am Flüsschen Boca nördlich des Sattels Čertovica, am Hang des Bergs Rovná hoľa (1723 m n.m.). Das Ortszentrum liegt auf einer Höhe von 851 m n.m. und ist 15 Kilometer von Liptovský Hrádok sowie 26 Kilometer von Liptovský Mikuláš entfernt.
Nachbargemeinden sind Malužiná im Norden und Osten, Vyšná Boca im Süden und Liptovská Porúbka im Westen und Nordwesten.

## Geschichte

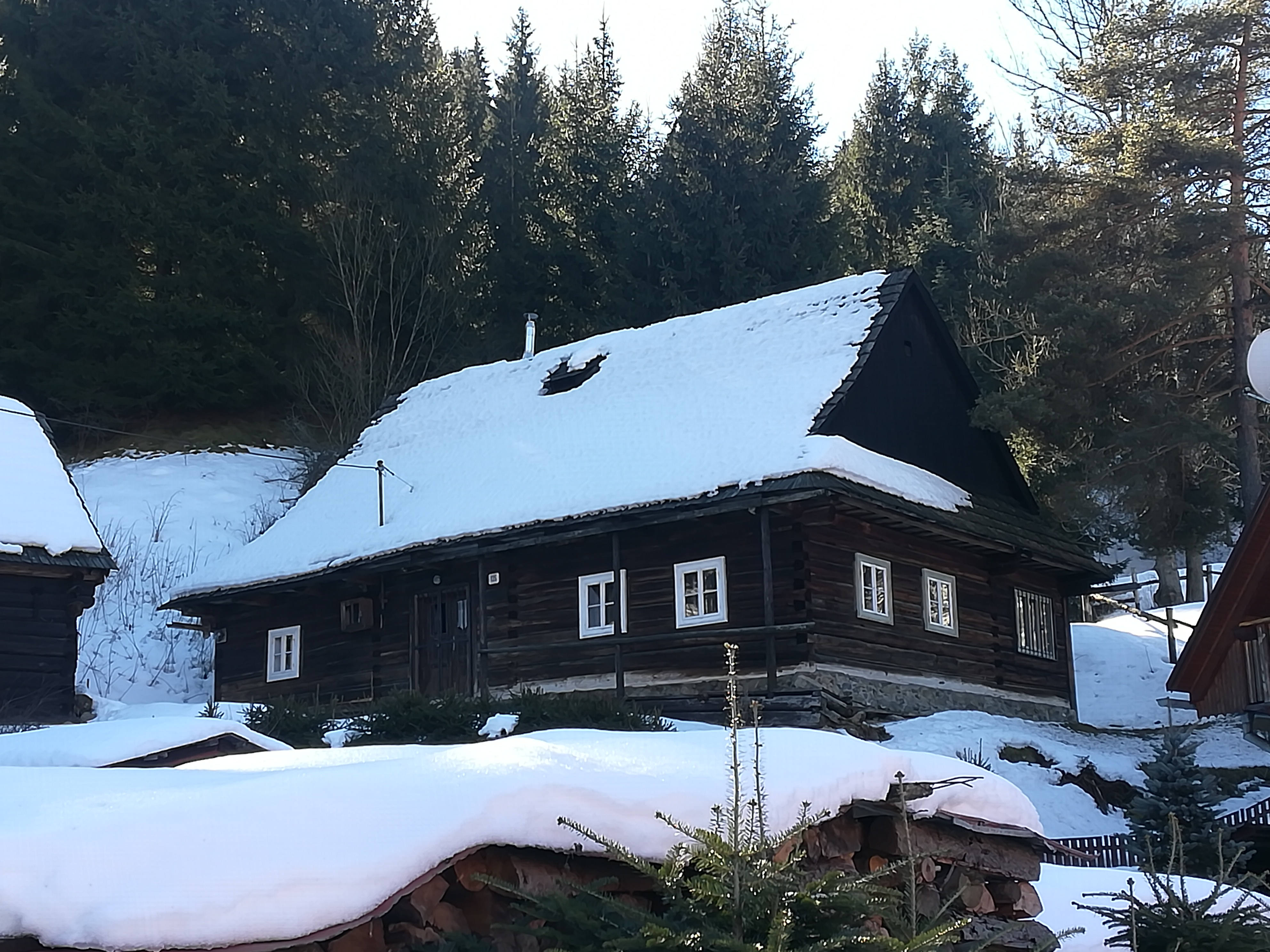
Ein Bergbau-Blockhaus im Ort

Die Geschichte von Nižná Boca sowie von Vyšná Boca ist eng mit dem Bergbau verbunden. Im 13. Jahrhundert wurden sächsische „Gäste“ eingeladen, um hier Golderze zu schürfen und fördern. Gegen Mitte des 16. Jahrhunderts wurden hier Gold-, Silber-, Kupfer- und Eisenerzbergwerke beiderseits des Flüsschens Boca angelegt. 1558 wurden in den Bergwerken 60 kg Gold gefördert. Fallende Rentabilität sowie Streitigkeiten zwischen der königlichen Kammer und der Familie Szentiványi verursachten den Rückgang im 17. Jahrhundert, bevor die Bergbauaktivität im 18. Jahrhundert noch einmal anstieg. 1784 hatte die Ortschaft 141 Häuser und 798 Einwohner. Die Bergwerke wurden endgültig nach 1860 geschlossen und die Einwohner waren nun als Leinenweber, Viehhalter sowie als Bergleute in ausländischen Bergwerken beschäftigt. 1882 wurde der vorher selbständige Ort Prostredná Boca (damals ungarisch Középboca oder Királyboca) eingemeindet.
Bis 1918 gehörte der im Komitat Liptau liegende Ort zum Königreich Ungarn und kam danach zur Tschechoslowakei und schließlich zur Slowakei.

## Bevölkerung
| Jahr                | 1994 | 2004    | 2014    | 2024    |
| ------------------- | ---- | ------- | ------- | ------- |
| Anzahl der Personen | 189  | 178     | 164     | 155     |
| Unterschied         |      | −5,82 % | −7,86 % | −5,48 % |

| Jahr                | 2023 | 2024    |
| ------------------- | ---- | ------- |
| Anzahl der Personen | 158  | 155     |
| Unterschied         |      | −1,89 % |

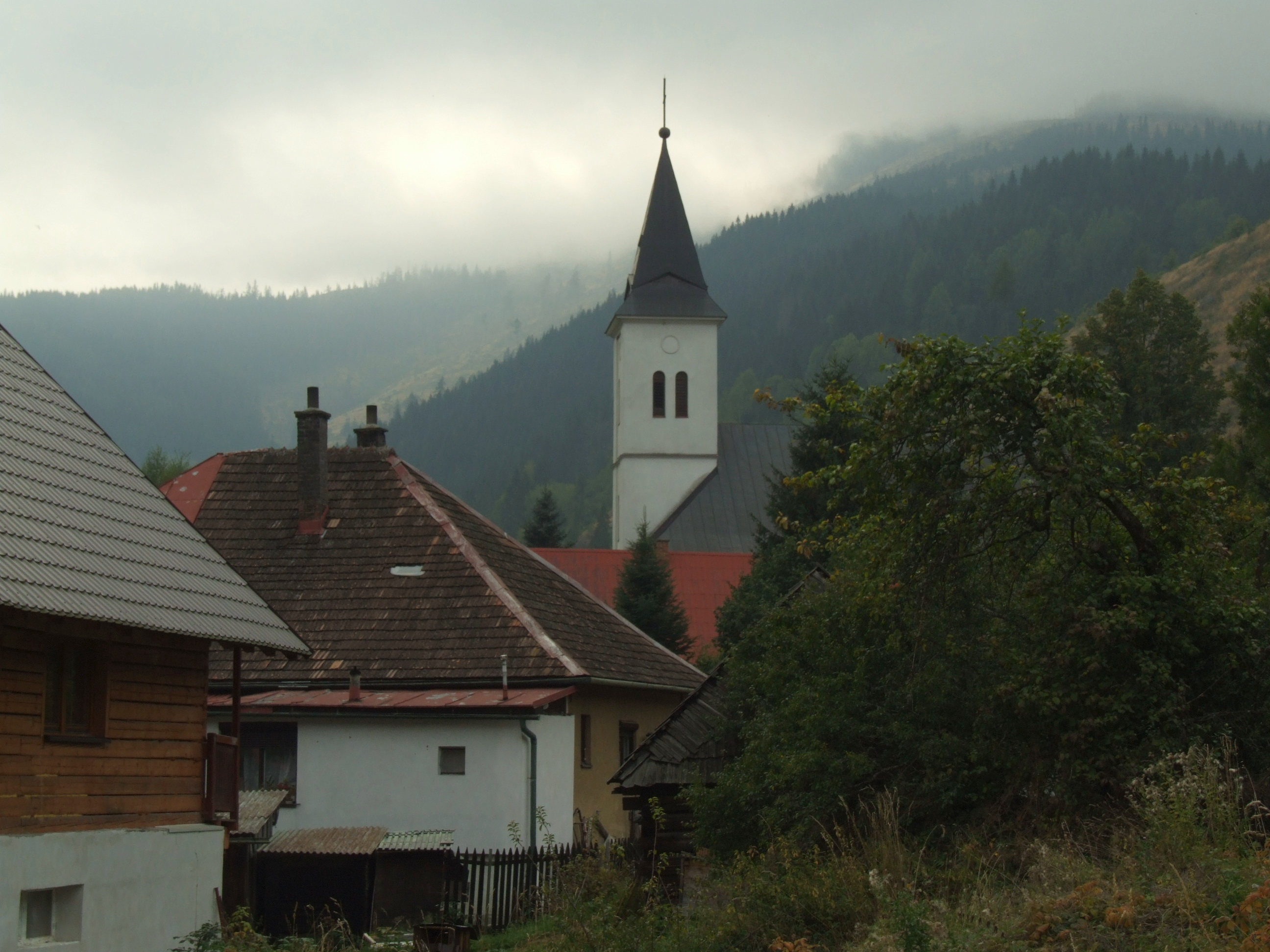
Evangelische Kirche

Nach der Volkszählung 2011 wohnten in Nižná Boca 156 Einwohner, davon 148 Slowaken sowie jeweils ein Pole und Ukrainer. Sechs Einwohner machten keine Angabe zur Ethnie.
61 Einwohner bekannten sich zur Evangelischen Kirche A. B., 30 Einwohner zur römisch-katholischen Kirche, sowie jeweils ein Einwohner zu den Baptisten, zur evangelisch-methodistischen Kirche und zur orthodoxen Kirche. 47 Einwohner waren konfessionslos und bei 15 Einwohnern wurde die Konfession nicht ermittelt.

## Bauwerke
- evangelische Kirche aus dem Jahr 1844
- Bergbau-Blockhäuser im regionaltypischen Baustil

Eine Seltenheit in der Slowakei sind Außenställe auf den Gebirgswiesen, die zur Überwinterung von Vieh dienten.

## Verkehr
Durch den Ortsrand von Nižná Boca verläuft die Straße 1. Ordnung 72 von Kráľova Lehota nach Podbrezová über den Sattel Čertovica.